# Magerit

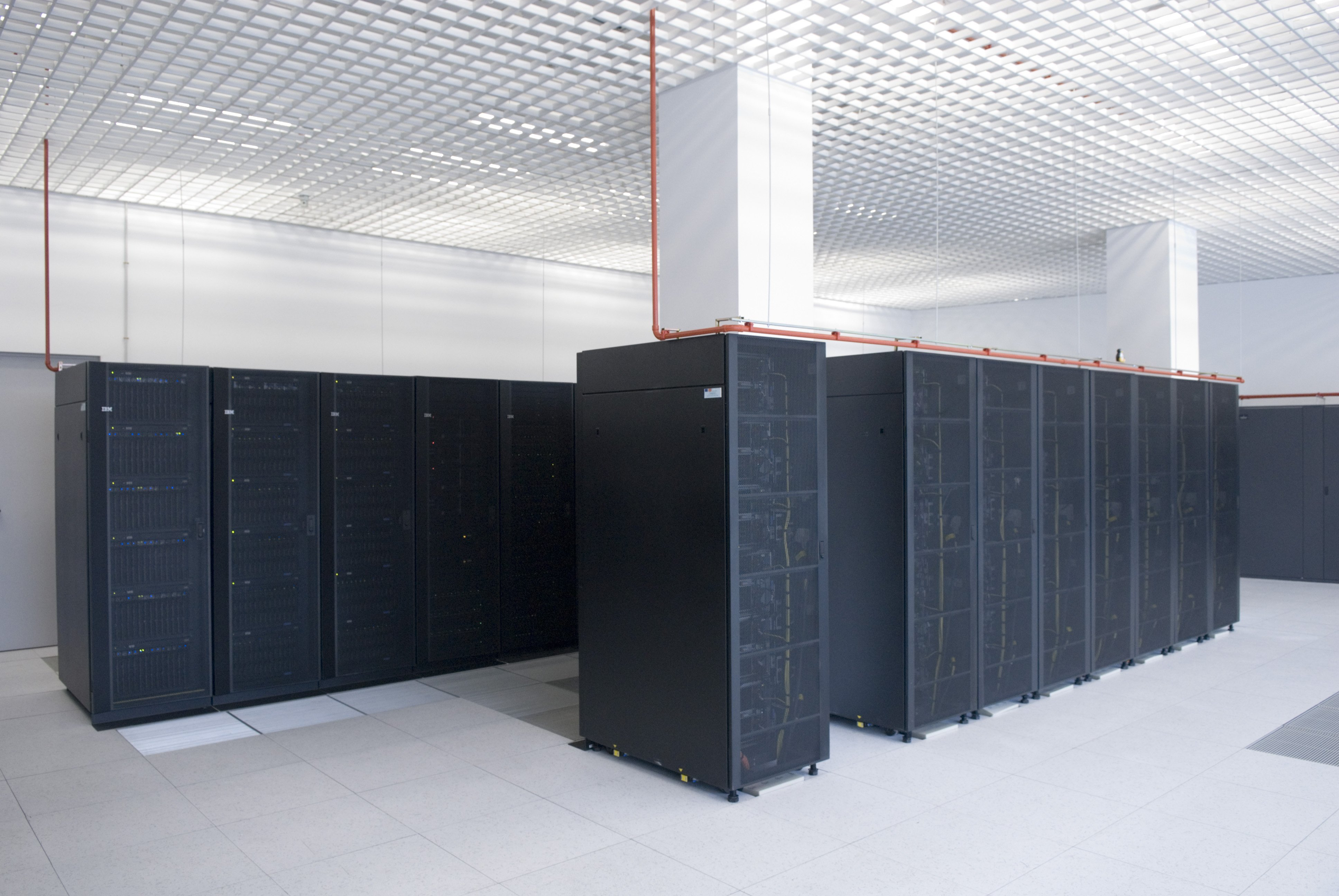
Primera versió del supercomputador Magerit (imatge de 2009).

Magerit és un supercomputador espanyol que va aconseguir el segon millor lloc dins de l'estat espanyol al TOP500, la llista de "les 500 supercomputadores més potents del món". Aquest equip pertany a la Universitat Politècnica de Madrid i actualment està situat al Centre de Supercomputació i Visualització de Madrid, situat al Parc Científic i Tecnològic de la UPM.
En el moment de la seva posada en funcionament l'any 2006, va aconseguir el 2n lloc d'Espanya, 9è d'Europa i 34è del món a la llista TOP500. Va ocupar el lloc 275è en la primera llista Green500 publicada. En el moment de la seva posada en marxa, era el segon supercomputador completament operatiu destinat a ús científic més potent d'Espanya.
Magerit és el nom àrab originari de la ciutat de Madrid.